# Daltonov zakon
Daltonov zakon govori o tlakovima pojedinih vrsta plinova u smjesi plinova, a glasi: 
Parcijalni tlak određenog plina u smjesi, je onaj tlak koji bi taj plin imao kada bi sam zauzimao obujam, koji zauzima smjesa. Daltonov zakon nam omogućava odredivanje parcijalnih tlakova plinova prisutnih u atmosferi, poznavanjem njihovih udjela u atmosferskom zraku. Tako, ako je kisik prisutan u zraku udjelom od 21%, tada će i njegov parcijalni tlak biti 21% od ukupnog tlaka zraka. 
Matematički, Daltonov zakon se može pisati:
{\displaystyle P_{total}=\sum _{i=1}^{n}{p_{i}}}       ili      {\displaystyle P_{total}=p_{1}+p_{2}+\cdots +p_{n}}
Gdje p1, p2, ...., pn – predstavlja parcijalne tlakove pojedinih sastojaka smjese plinova. Pretpostavlja se da plinovi ne reagiraju kemijski međusobno:
{\displaystyle \ p_{i}=P_{total}\cdot y_{i}}
gdje je pi – parcijalni tlak pojedinog plina, yi – udio pojedinog plina u smjesi. 
Daltonov zakon ne opisuje u potpunosti realne plinove. Razlike su pogotovo velike kod visokih tlakova, kada su molekule vrlo blizu jedne drugima, pa dolaze do izražaja međumolekularne sile, i mijenjaju vrijednost tlaka. 

## Primjena
U toplinskoj tehnici mnogo više dolaze u praksi plinske smjese nego pojedini plinovi. Osobito su važne smjese zraka i gorivih plinova. Pomiješamo li bilo koju količinu različitih plinova, na primjer dušika, vodika i kisika u nekoj posudi, svaki pojedini plin tlači na stijenku posude bez obzira na ostale plinove s kojima je pomiješan. Tlak pojedinog plina, kojim on djeluje na stijenke posude, kad zauzima prostor kao čitava plinska smjesa, zove se parcijalni tlak tog plina. Prema tome, ukupni tlak smjese je:
{\displaystyle p=p_{1}+p_{2}+p_{3}+.....}

## Poveznice
- Boyle-Mariotteov zakon
- Gay-Lussacov zakon
- Charlesov zakon
- Plinski zakoni